# Stanisław Springwald

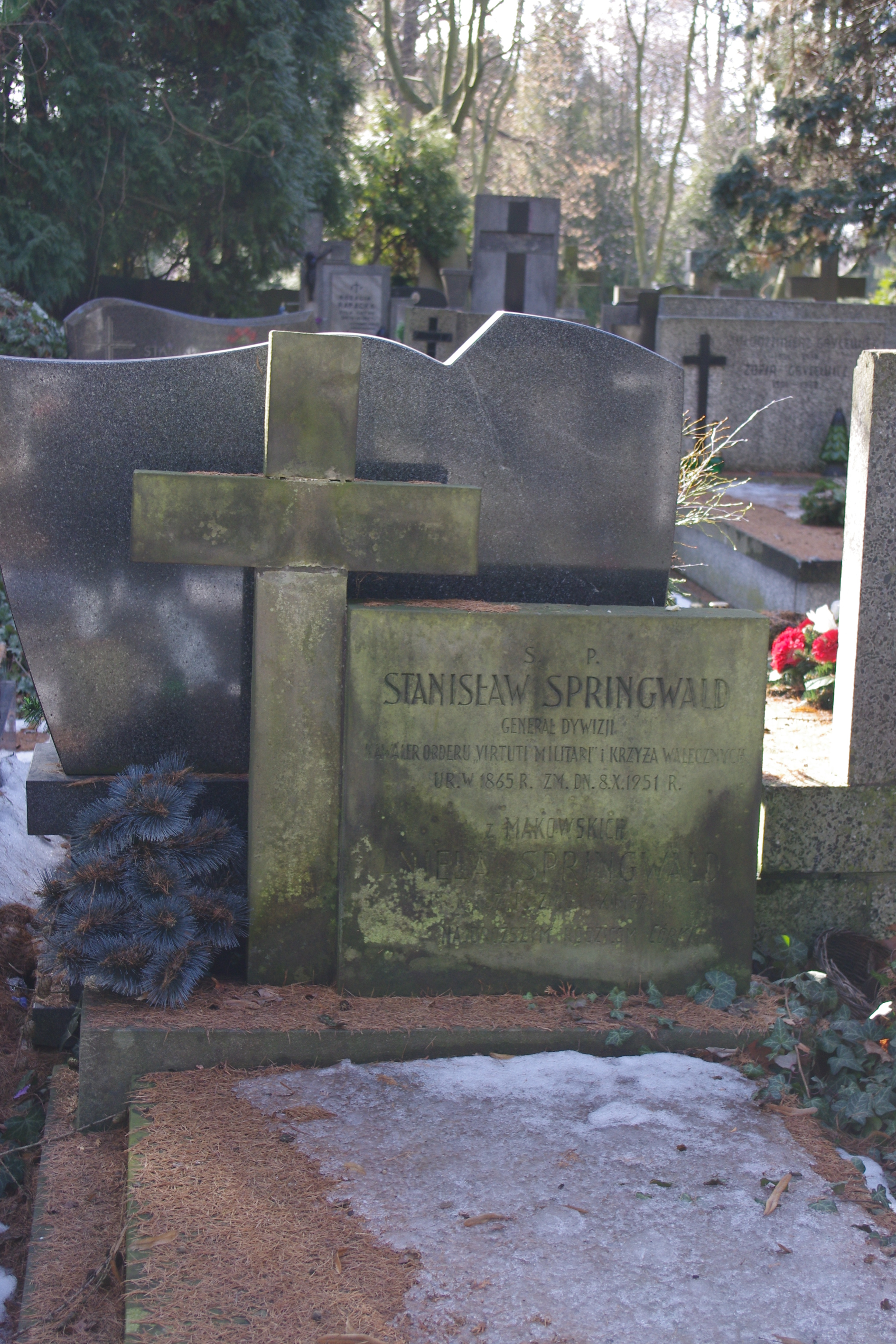
Grób gen. Stanisława Springwalda na Wojskowych Powązkach w Warszawie

Stanisław Jan Springwald (ur. 13 lipca 1864 w Tarnopolu, zm. 8 października 1951 w Warszawie) – tytularny generał dywizji Wojska Polskiego, kawaler Orderu Virtuti Militari.

## Życiorys
Stanisław Jan Springwald urodził się 13 lipca 1864 roku w Tarnopolu, w rodzinie Juliana i Marii z Szutrawskich. W 1882 roku ukończył C.K. Gimnazjum w Tarnopolu. Następnie uczył się w Korpusie Kadetów w Wiedniu. W cesarskiej i królewskiej armii służył od 14 grudnia 1882 roku. Do 1889 pełnił służbę w Galicyjskim Pułku Piechoty Nr 30 we Lwowie, a następnie w Galicyjskim Pułku Piechoty Nr 15, który wówczas stacjonował w tym samym garnizonie, a później został przeniesiony do Tarnopola. W ostatnim roku służby w tym pułku pełnił obowiązki komendanta kadry batalionu zapasowego. W 1913 został przeniesiony do Węgierskiego Pułku Piechoty Nr 29 w Temeszwarze na stanowisko komendanta 2. batalionu. Brał udział w I wojnie światowej, pełnił m.in. funkcję komendanta powiatu Hrubieszów.
27 grudnia 1918 roku został oficjalnie przyjęty do Wojska Polskiego z dniem 1 listopada 1918 roku, z byłej armii austro-węgierskiej, z zatwierdzeniem posiadanego stopnia podpułkownika, i przydzielony do Dowództwa Okręgu Generalnego „Kraków”. Początkowo na stanowiskach dowódcy miasta Pińczów i powiatu wojskowego Frysztat, brał udział w walkach przeciwko Czechom. Od 23 stycznia 1919 roku dowodził Grupą Operacyjną na Froncie Śląskim. Od 16 lutego 1919 roku kierował Wydziałem I Organizacyjnym i Wyszkoleniem Sztabu Dowództwa Okręgu Generalnego „Kraków” w Krakowie. Od 17 lipca tegoż roku dowodził XVIII Brygadą Piechoty. Od 2 do 8 sierpnia 1919 roku dowodził Frontem Poleskim. 27 sierpnia 1920 roku został mianowany dowódcą Okręgu Etapów 3 Armii. 25 maja 1921 roku został mianowany zastępcą dowódcy Okręgu Generalnego „Białystok” w Grodnie. Od 1 czerwca 1921 roku jego oddziałem macierzystym był 40 pułk piechoty. W tym samym roku, po przeprowadzonej reorganizacji, został zastępcą dowódcy Okręgu Korpusu Nr III w Grodnie. 3 maja 1922 roku został zweryfikowany w stopniu pułkownika ze starszeństwem z dniem 1 czerwca 1919 roku i 4. lokatą w korpusie oficerów piechoty. Jego oddziałem macierzystym był nadal 40 pp we Lwowie. Z dniem 15 maja 1923 roku został zwolniony z zajmowanego stanowiska, a z dniem 30 czerwca tego roku przeniesiony w stan spoczynku, w stopniu tytularnego generała brygady z prawem noszenia munduru.
Na podstawie rozporządzenia Prezydenta RP Stanisława Wojciechowskiego z 19 stycznia 1925 roku został „w sprostowaniu do listy starszeństwa oficerów zawodowych dekret L. 19400.V.O.G. z dnia 3 maja 1922 roku” przesunięty z lokaty 4. wśród pułkowników piechoty na lokatę 42,5 w korpusie generałów oraz przeniesiony w stan spoczynku w stopniu rzeczywistego generała brygady z jednoczesnym nadaniem tytułu generała dywizji. Na emeryturze osiadł w Krakowie. Zmarł 8 października 1951 roku w Warszawie. Pochowany na Cmentarzu Wojskowym na Powązkach (kwatera A 29-1-17).

## Awanse
- kadet-zastępca oficera – 1 września 1887
- porucznik – 1 listopada 1889,
- nadporucznik – 1 maja 1894,
- kapitan – 1 maja 1902,
- major – 1 listopada 1913,
- podpułkownik – 1 września 1915,
- pułkownik – starszeństwo z 1 listopada 1918 i 4. lokata,
- generał brygady – 19 stycznia 1925,
- tytularny generał dywizji – 19 stycznia 1925.

## Ordery i odznaczenia
- Krzyż Srebrny Orderu Wojskowego Virtuti Militari nr 5264 (21 marca 1922)[13]
- Krzyż za Obronę Śląska Cieszyńskiego I kl. (2 października 1919)[14][15]
- Medal Pamiątkowy za Obronę Śląska Cieszyńskiego[16]